# Alto de Garajonay
El Alto de Garajonay es una montaña ubicada en la isla de La Gomera −Canarias, España−, siendo el punto más elevado de la misma con 1485 m s. n. m.
Ubicado en el término municipal de Vallehermoso, la cima forma parte del parque nacional de Garajonay.

## Toponimia
El término Garajonay es de procedencia aborigen, existiendo una leyenda popular que explica su origen como la unión de los antropónimos Gara y Jonay. Sin embargo, los investigadores modernos como el filólogo Maximiano Trapero proponen que fue al revés, y que la leyenda trataría de dar significado al topónimo desde el nombre de sus personajes.
En cuanto a su posible significado, el historiador y filólogo Igancio Reyes propone su traducción como 'tiene la superioridad o está en la máxima altura' basándose en comparaciones con las lenguas bereberes. Otros autores como Dominik Wölfel indican sin embargo que «al no disponer de paralelos adecuados, no podemos saber cuál era el significado del radical de esta palabra».
En la documentación histórica aparece también con las variantes Garagona, Garagonache, Garagonay, Garagonohe, Garajona y Jarajona.

## Características generales
Geología
La elevación surge durante el segundo ciclo volcánico de formación de la isla de La Gomera hace entre 5 y 2 millones de años, estando formado principalmente por coladas de lavas basálticas y traquibasálticas.
Vegetación
La zona se encuentra cubierta en parte por fayal-brezal, matorral de sustitución de la vegetación natural original, así como por monteverde húmedo de crestería con brezo.

## Restos arqueológicos
En la zona fueron descubiertas aras de sacrificio de animales de la cultura aborigen gomera, siendo considerada la zona por los investigadores como un gran centro religioso a escala insular.